# والتر بيتش همفري
والتر بيتش همفري (بالإنجليزية: Walter Beach Humphrey)‏ هو رسام أمريكي، ولد في 1892، وتوفي في 1966.